# NGC 500
NGC 500 ist eine elliptische Galaxie im Sternbild Fische. Sie ist rund 553 Millionen Lichtjahre von der Milchstraße entfernt und hat einen Durchmesser von etwa 125.000 Lichtjahren.
Das Objekt wurde am 6. Dezember 1850 von dem irischen Astronomen Bindon Blood Stoney, einem Assistenten von William Parsons, entdeckt.